# Saint-Pierre-de-Varengeville
Saint-Pierre-de-Varengeville é uma comuna francesa na região administrativa da Normandia, no departamento de Sena Marítimo. Estende-se por uma área de 13,15 km². Em 2010 a comuna tinha 2 356 habitantes (densidade: 179,2 hab./km²).